# Маннапов, Назрилла
Назрилла Маннапов — советский хозяйственный, государственный и политический деятель, Герой Социалистического Труда.

## Биография
Родился в 1930 году в Ташкенте. Член КПСС.
С 1954 года — на хозяйственной, общественной и политической работе. В 1954—1990 гг. — слесарь-сборщик Ташкентского авиационного производственного объединения имени В. П. Чкалова Министерства авиационной промышленности СССР, член Центральной ревизионной комиссии КПСС.
Указом Президиума Верховного Совета СССР от 10 февраля 1981 года присвоено звание Героя Социалистического Труда с вручением ордена Ленина и золотой медали «Серп и Молот».
Избирался депутатом Верховного Совета Узбекской ССР 9-го и 10-го созывов.
Умер после 1990 года.